# Yingli
Yingli est une entreprise de fabrication de panneaux photovoltaïque et de composants pour l'énergie solaire.  Elle est basée à Baoding, dans la province du Hebei, en Chine. Créée en 1998, Yingli a été introduit à la bourse de New York en 2007. Ses produits sont distribués par plus de 300 distributeurs et grossistes à travers le monde.